# Марченко, Виктор Степанович
Виктор Степанович Ма́рченко (род. 1946) — советский и украинский архитектор.

## Биография
Родился 12 октября 1946 года во Львове в семье служащих Марченко Степана Дмитриевича и Марченко (Зевко) Елены Николаевны. В 1953 году поступил на обучение в восьмилетнюю общеобразовательную школу. В 1962 году перешёл на обучение в вечернюю школу рабочей молодёжи и начал работать техником-архитектором в л/ф «УкрНИИгипросельхоз». В 1965 году по направлению от л/ф «УкрНИИгипросельхоз» поступил в Львовский политехнический институт. В 1970 году В. Марченко вернулся на работу в львовский филиал «УкрНИИгипросельхоза». В 1974 году на должности Главного архитектора проектов возглавил работу над комплексным проектом застройки экспериментально-показательного с. Узловое Радеховского района Львовской области.
В 1980 году правления колхоза имени Я. А. Галана пригласило Виктора Степановича, автора проекта с. Узловое, на должность главного специалиста-архитектора колхоза, на которой он работал до окончания строительства деревни в 1986 году.
В 1987—1988 годах работал главным архитектором проектов в СПКБ Львовского политеха по экологической программе реконструкции исторических парков Львова — Стрыйского парка и парка имени Ивана Франко. В 1988 году В. Марченко основал первый на Львовщине проектный кооператив «Гражда» при ПО «Конвейер» (20 мая 1988 года). В 1992 году стал основателем творческой архитектурной мастерской ООО «Гражда».
Член СА СССР (с 1975 года). Член-корреспондент Украинской Академии архитектуры.

## Участие в международных конкурсах и выставках
В 1989—1993 годах был участником международных выставок «Interres» (архитектура малоэтажного жилья) в Жешув (Польша); в 1995 году — экспонент на Всемирном конгрессе Международного союза архитекторов в Барселоне (Испания), где Украина была представлена объектом «Медиа-парк „Галицкий“» на Цитадели во Львове (авторы В. Марченко, В. Кравцов). Того же года стал участником Международного триеннале IV МВА в Кракове (Польша) — «Салон и сердце города».
В 2007 году по заказу Национального банка Украины Виктор Марченко спроектировал комплексный проект санаторно-оздоровительного комплекса «Прикарпатье» в Яремче Ивано-Франковской области.
В творческом активе архитектора более 100 проектов, 42 проекта реализованы.

## Награды и премии
- Серебряная медаль ВДНХ (1982).
- Бронзовая медаль ВДНХ (1985).
- Государственная премия УССР имени Т. Г. Шевченко (1986) — за архитектуру села Вузлове Радеховского района Львовской области.
- Государственная премия Украины в области архитектуры (2002) — за архитектуру жилого комплекса на 29 квартир по ул. Повстанческой во Львове[2].
- Золотая медаль и Диплом Союза архитекторов СССР (1982) — за победу во Всесоюзном конкурсе за лучший объект года (архитектура с. Узловое).
- В 1997 году — дипломант Международной выставки за лучший интерьер выполнен в материалах фирмы «Imola» в Сан-Марино (Италия); лауреат Диплома и Грамоты Госстроя Украины за архитектуру жилого комплекса на 29 кв. по ул. Повстанческой во Львове (1999).
- В 2000 году стал дипломантом Всемирного триеннале архитектуры в Софии (Болгария) в двух номинация — «Градостроительство» (Медиа-парк «Галицкий»), и «Объекты социально-культурного назначения» (офисный центр фирмы «Рассвет» во Львове).
- В 2001 году награждён Дипломом и II премией восьмой международной специализированной выставки «Строительство и архитектура — 2001» — за архитектуру жилого комплекса на 29 квартир на ул. Повстанческой во Львове.
- медаль «20 лет независимости Украины».
- В 2014 году за построенный спальный корпус СОК «Прикарпатье» НБУ получил Диплом лауреата смотра-конкурса «Премия Национального союза архитекторов Украины».